# 24 юни
24 юни е 175-ият ден в годината според григорианския календар (176-и през високосна). Остават 190 дни до края на годината.

## Събития
- 217 г. – Втора пуническа война: Състои се Битката при Тразименското езеро, в която картагенците, ръководени от Ханибал, организират една от най-големите и успешни засади във военната история и разгромяват римляните.
- 972 г. – Състои се Битката при Цединя – първата документирана битка на полския народност под ръководството на Мешко I.
- 1497 г. – Италианският мореплавател Джовани Кабото (известен в Америка като Джон Кабот) достига остров Нюфаундленд.
- 1509 г. – Хенри VIII е коронован за крал на Англия.
- 1547 г. – Голям пожар унищожава цяла Москва, което според слуховете се дължи на влиянието което имат върху младия цар Иван Грозни неговите роднини по майчина линия, и в частност баба му Анна Якшич.
- 1717 г. – В Лондон, Англия, е създадена първата Велика масонска ложа.
- 1793 г. – Френският Конвент приема първата демократична конституция на Републиката, която не влиза в действие.
- 1812 г. – Наполеонови войни: Великата армия на Наполеон пресича река Неман и започва нашествие в Русия.
- 1893 г. – Норвежкият изследовател Фритьоф Нансен се отправя към Северния полюс с кораба Фрам.
- 1901 г. – Открита е първата самостоятелна изложба на 19-годишния Пабло Пикасо в Париж, което е началото на неговата световна известност.
- 1902 г. – Едуард VII е опериран от апендицит 2 дни преди коронацията му като крал на Великобритания, което отлага събитието с почти 2 месеца.
- 1934 г. – Столицата на Украйна е преместена от Харков в Киев.
- 1941 г. – Втора световна война: Централният комитет на Българската работническа партия взема решение за създаването на Партизанско движение в България.
- 1941 г. – Втора световна война: Посолството на България в Москва поема интересите на Нацистка Германия, Румъния и Унгария в СССР.
- 1945 г. – На Червения площад в Москва се провежда Парад на победата под командването на Георгий Жуков, при който се хвърлят пленените германски бойни знамена.
- 1947 г. – За първи път е регистриран официално доклад за поява на НЛО и е използван термина летяща чиния.
- 1948 г. – Студената война: Започва Берлинската блокада. Съветският съюз блокира движението по земя между Западен Берлин и Запада.
- 1953 г. – Министерският съвет на България публикува списък на документите, сведенията, фактите и предметите, които са държавна тайна.
- 1963 г. – Би Би Си демонстрира по телевизията за първи път магнетофон за битови нужди.
- 1964 г. – В САЩ става задължително производителите на цигари да поставят надписи за вредата от тютюнопушенето върху опаковките.
- 1975 г. – Самолетът при полет 66 на „Ийстърн Еър Лайнс“ претърпява силен срез на вятъра и се разбива при последния заход към международното летище „Джон Ф. Кенеди“, Ню Йорк и убива 113 от 124-те пътници на борда, което го прави най-смъртоносната самолетна катастрофа в САЩ по това време. Тази авария довежда до десетилетия на изследване на феномените микроизбухвания и тяхното въздействие върху самолетите.
- 1981 г. – Официално е открит Хъмбър Бридж (САЩ, 2220 м) – най-дългият висящ мост в света през следващите 17 години.
- 2002 г. – При най-тежката в Африка влакова катастрофа, станала в Танзания, загиват 281 души и над 400 са тежко ранени.
- 2007 г. – Открита е мултифункционалната зала O2 арена в Лондон.

## Родени
- 1311 г. – Филипа д'Авен, кралица на Англия († 1369 г.)
- 1535 г. – Хуана Австрийска, испанска инфанта († 1573 г.)
- 1542 г. – Йоан Кръстни, испански мистик († 1591 г.)
- 1825 г. – Александра Николаевна, велика руска княгиня († 1844 г.)
- 1854 г. – Лука Касъров, български лексикограф († 1916 г.)
- 1855 г. – Кръстю Маринов, български военен деец († 1927 г.)
- 1878 г. – Захари Караогланов, български химик († 1943 г.)
- 1883 г. – Виктор Франц Хес, американски физик, Нобелов лауреат през 1936 г. († 1964 г.)
- 1887 г. – Иван Аговски, български публицист († 1925 г.)
- 1895 г. – Джак Демпси, американски боксьор († 1983 г.)
- 1906 г. – Пиер Фурние, френски виолончелист († 1986 г.)
- 1911 г. – Хуан Мануел Фанджо, аржентински пилот от Формула 1 († 1995 г.)
- 1924 г. – Йон Хансен, датски футболист († 1990 г.)
- 1927 г. – Мартин Пърл, американски физик, Нобелов лауреат през 1995 г. († 2014 г.)
- 1930 г. – Клод Шаброл, френски режисьор († 2010 г.)
- 1937 г. – Венец Димитров, български кинооператор († 2022 г.)
- 1940 г. – Виторио Стораро, италиански кинооператор
- 1941 г. – Юлия Кръстева, българо-френска писателка
- 1942 г. – Герхард Рот, австрийски писател († 2022 г.)
- 1944 г. – Джеф Бек, английски музикант († 2023 г.)
- 1947 г. – Иван Павлов, български актьор
- 1947 г. – Хелена Вондрачкова, чешка певица
- 1950 г. – Моше Ялон, израелски военен генерал
- 1953 г. – Уилям Мьорнър, американски физикохимик, Нобелов лауреат по химия
- 1954 г. – Ойген Руге, немски писател
- 1957 г. – Пламен Николов, български футболист
- 1959 г. – Петя Буюклиева, българска певица
- 1967 г. – Рихард Круспе-Бернщайн, немски музикант
- 1978 г. – Ерно Вуоринен, финландски китарист (Nightwish)
- 1980 г. – Сисиньо, бразилски футболист
- 1985 г. – Диего Алвеш, бразилски футболист
- 1986 г. – Силвия Митева, българска спортистка
- 1987 г. – Лионел Меси, аржентински футболист, играещ за FC Barcelona

## Починали
- 238 г. – Максим, римски император (* ок. 220)
- 1241 г. – Иван Асен II, цар на България (* неизв.)
- 1519 г. – Лукреция Борджия, италианска благородничка (* 1480 г.)
- 1768 г. – Мария Лешчинска, кралица на Франция (* 1703 г.)
- 1827 г. – Димитраки Хаджитошев, български политически деец (* 1780 г.)
- 1842 г. – Антим V Константинополски, цариградски патриарх (* неизв.)
- 1870 г. – Добри войвода, български хайдутин (* края на 18 век)
- 1876 г. – Тодор Кирков, български революционер (* 1847 г.)
- 1893 г. – Жельо войвода, български революционер (* 1820 г.)
- 1894 г. – Сади Карно, президент на Франция (* 1837 г.)
- 1935 г. – Алфредо Ле Пера, аржентински поет (* 1900 г.)
- 1935 г. – Карлос Гардел, аржентински музикант (* 1890 г.)
- 1940 г. – Пенчо Райков, български химик (* 1864 г.)
- 1979 г. – Ищван Йоркен, унгарски писател – сатирик. (* 1912 г.)
- 1980 г. – Борис Кауфман, френско-американски оператор (* 1906 г.)
- 1988 г. – Михай Бенюк, румънски поет (* 1907 г.)
- 1993 г. – Нуни Нанев, български тенор (* 1908 г.)
- 1999 г. – Мито Исусов, български историк (* 1928 г.)
- 2000 г. – Антон Горчев, български театрален и киноактьор (* 1945 г.)
- 2007 г. – Владимир Федяев, президент на БК ЦСКА (София)
- 2007 г. – Георги Мандичев, български инженер (* 1932 г.)
- 2012 г. – Рихард Андерс, немски писател (* 1928 г.)
- 2014 г. – Илай Уолък, американски актьор (* 1915 г.)

## Празници
- Православна и Католическа църква – Ден на свети Йоан Кръстител (Рождение)
- Ден на работниците от транспорта (за 2012 г.) – Отбелязва се от 1965 г. с Решение на Министерски съвет от 23 март 1965 г. през последната неделя на юни
- Боливия, Перу, Португалия – Фестивал на Свети Йоан (народен празник)
- България – Еньовден (народен празник)
- България – Ден на българското лекарство (Отбелязва се на Еньовден от 1994 г.)
- Италия – Празник на град Йезоло
- Квебек – Ден на Жан-Батист (патрон на Квебек, определя се като национален празник)
- Литва, Естония, Латвия, Финландия – Йонинес, Яаанийоту, Яни, Юхануспаива (Ивановден – народен празник)
- Нюфаундленд и Лабрадор – Ден на откриването (1497 г.)
- Перу – Ден на индианците
- Украйна – Ден на младежта
- Хърватия – Ден на независимостта (от Югославия, 1991 г.)